# 纳扎宁·扎加里-拉特克利夫

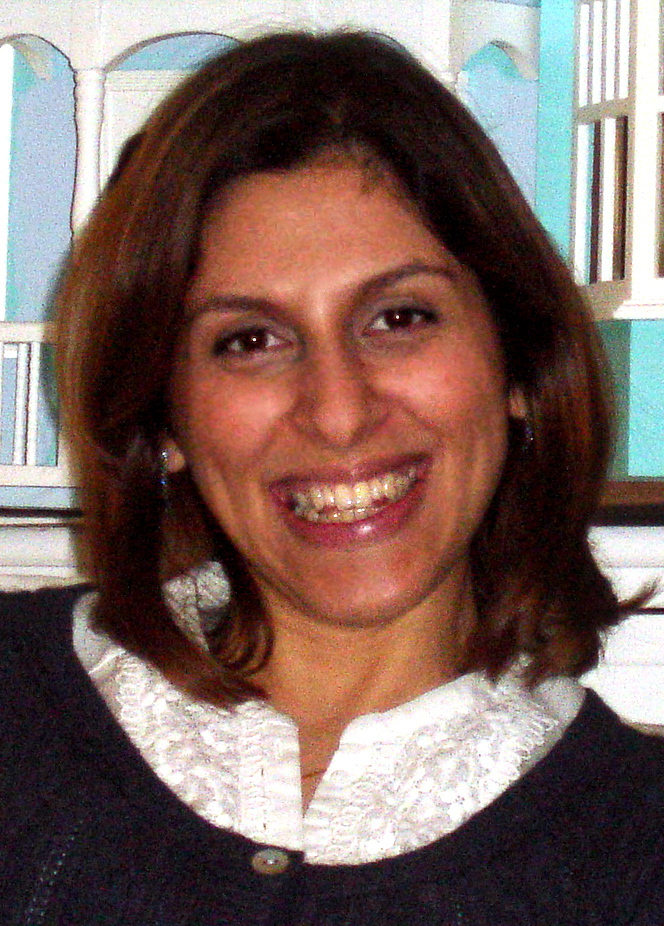
纳扎宁·扎加里-拉特克利夫

纳扎宁·扎加里-拉特克利夫（英語：Nazanin Zaghari-Ratcliffe；波斯語：‎；1978年12月26日—）是一位英國女記者，持有英國、伊朗雙重國籍，曾為伊朗政治犯，關押於埃溫監獄。
纳扎宁·扎加里出生於伊朗塔夫雷什，她與英國男子理查德·拉特克利夫（Richard Ratcliffe）結婚，從而加入英國國籍。後來她成為湯森路透基金會的一个计划负责人。
2016年3月17日，她與22個月大的女兒返回伊朗，與父母一起過諾魯茲節（伊朗新年）。4月6日，她與女兒準備在伊玛目霍梅尼国际机场登上回英國的航班時，遭到伊朗伊斯蘭革命衛隊逮捕。在逮捕時，她女兒的英國護照被扣留，但後來被歸還。其女被送往外祖父母那裏照料，以便探望自己的母親。
最初，她被捕的原因不詳，國際特赦組織認為她與2014年被投獄的數名伊朗技術人員有關。據克爾曼省的司法部門聲稱破獲了一個反革命團夥，該團夥以合法活動為幌子，為海外的反革命伊朗人（尤其是英國廣播公司波斯頻道）運作數個計劃，倫敦以慈善捐贈的名義為該團夥提供經濟援助。
2016年9月初，纳扎宁被指控「涉嫌密謀推翻伊朗政權」，判處五年監禁。2018年8月23日，她被假釋三天，但很快再被投入監獄。
2019年3月，英國外交及國協事務部授予她外交保護，使該案件被提升為兩國政府之間的爭端。伊朗聲稱此舉違反國際法的主要國籍法則，伊朗駐英國大使館也宣稱伊朗不承認雙重國籍。
2019年10月11日，纳扎宁的女兒獲釋回到英國。
2019年12月，伊朗總檢察長拒絕讓纳扎宁假釋，這是由她的律師提出的。
2020年2月29日，被關押於埃溫監獄的纳扎宁向家人透露，自己疑似感染2019冠狀病毒病，但監獄方面拒絕對其進行檢測。纳扎宁的丈夫呼籲英國和伊朗政府確保她能夠接受病毒檢測並得到適當治療。然而，伊朗司法部發言人Gholamhossein Esmaili聲稱她並未被感染且「十分健康」。該發言人還將她被感染的報導描述為「政治宣傳」。3月17日，她被暫時釋放兩週，至4月4日為止。
2022年3月16日，在英國政府同意向伊朗償還一筆拖欠了40多年的4億鎊的債務後，納扎寧獲釋。